# Sơn thù quả đen
Sơn thù quả đen hay còn gọi giác mộc phân vân (danh pháp khoa học: Cornus controversa) là một loài thực vật có hoa trong họ Cornaceae. Loài này được Hemsl. miêu tả khoa học đầu tiên năm 1909.